# Robert van Tellingen
Robert van Tellingen is een Nederlandse journalist, regisseur en filmmaker.
Van Tellingen ging na zijn middelbareschooltijd op het Pascal College in Zaandam naar de Hogeschool Windesheim in Zwolle.
Van 2001 tot 2004 werkte hij voor BNN, waarvoor hij ook de politieke jongerenpartij Nul oprichtte, die als basis diende voor het programma Lijst NUL . Ook was hij clipregisseur voor meerdere artiesten, waaronder Blof, Extince en Krezip.
Tussen 1998 en 2004 werkte hij ook als verslaggever voor het televisieprogramma Netwerk (KRO-NCRV). 
Na 2004 maakte hij documentaires en mediaproducties in eigen beheer. In die periode maakte Van Tellingen  documentaireseries voor de NPO en twee documentaires voor de NGPF. In 2015 One Single Planet over duurzaamheidskwesties met mogelijke oplossingen om de leefbaarheid van de aarde voor toekomstige generaties veilig te stellen. In 2019 was hij producent-regisseur van Powerplant, over de vooruitzichten van een plantaardige samenleving. De Slimste School en Gajes zijn formats van zijn hand.
In 2015 was hij initiator van de muzikale registratie Er reed een trein naar Sobibor, waarin Jules Schelvis vanuit het Vredespaleis zijn verhaal over de tweede wereldoorlog in een muzikale beeldvertelling proclameerde. Dit programma was in 2015 en 2016 (herhaling) het hoogst gewaardeerde programma van de NPO.  
Vanaf 2016 was hij regisseur voor programma's als Brandpunt (KRO-NCRV) en Opstandelingen (BNNVARA). Na 2019 werkte hij als politiek redacteur en eindredacteur voor Radio 1, talkshow Op1 (EO, WNL, Max), Ondertussen aan de Hofvijver (AVROTROS) en wetenschapsprogramma Atlas (NTR). Momenteel is Van Tellingen werkzaam als eindredacteur van wetenschapsprogramma Focus (NTR).

## Erkenning
Robert van Tellingen en researcher Channah Durlacher wonnen in 2008 De Tegel in de categorie 'Achtergrond' met De passagier van bus 73, een reconstructie van de speurtocht naar de Bosnisch-Servische leider Radovan Karadžić. De makers spraken met familieleden, advocaat en openbaar aanklager over wat voorafging aan de arrestatie van Karadžić toen die met een bus in Belgrado onderweg was naar zijn kuuroord. De documentaire werd uitgezonden in het AVRO-programma Hoge Bomen. 

## Zaankanter
Robert van Tellingen is de zoon van Piet van Tellingen van het NOS Radio 1 Journaal en raadslid in Zaanstad.
Als Zaankanter was Robert van Tellingen mede-initiator van het project Monumenten Spreken. Als onderdeel van het project regisseerde hij 28 films met 100 Zaanse ooggetuigen van de Tweede Wereldoorlog, opdat de verhalen en lessen bewaard blijven voor nieuwe generaties Zaankanters.

## Prijs
- De Tegel (2008)